# アレッタ・オーシャン
アレッタ・オーシャン（Aletta Ocean、ハンガリー語: Varga Dóra、1987年12月14日 - ）は、ハンガリーのポルノ女優。ブダペスト出身。
2010年にはAVNアワードの最優秀外国人女優部門にノミネートされている。